# Volta a Burgos 2019
La Volta a Burgos 2019, 41a edició de la Volta a Burgos, és una competició ciclista per etapes que es disputà entre el 13 i el 17 d'agost de 2019 sobre un recorregut de 787 km, repartits entre 5 etapes.
El colombià Iván Ramiro Sosa (Team Ineos) aconseguí revalidar la victòria final que ja havia aconseguit el 2018. Completaren el podi el Óscar Rodríguez (Euskadi Basque Country-Murias) i Richard Carapaz (Movistar Team).

## Equips
L'organització convidà a prendre part en la cursa a quatre equips World Tour, onze equips continentals professionals, i tres equips continentals:
| WorldTeams (4)- Movistar Team - Ineos - Dimension Data - UAE Team Emirates Equips continentals professionals (11)- Androni Giocattoli-Sidermec - Delko-Marseille Provence - Wanty-Groupe Gobert - Neri Sottoli-Selle Italia-KTM - Vital Concept-B&B Hotels - W52-FC Porto - Israel Cycling Academy - Gazprom-RusVelo - Burgos-BH - Caja Rural-Seguros RGA - Euskadi Basque Country-Murias Equips continentals (3)- Kometa - Fundación Euskadi - IAM Excelsior |
| |

## Etapes
| Etapa    | Data      | Ciutats d'etapa                                 | type                    | Distància (km) | Vencedor de l'etapa     | Líder de la general     |
| -------- | --------- | ----------------------------------------------- | ----------------------- | -------------- | ----------------------- | ----------------------- |
| 1a etapa | 13 de ago | Burgos – Burgos                                 | etapa plana             | 162            | Giacomo Nizzolo         | Giacomo Nizzolo         |
| 2a etapa | 14 de ago | Gumiel de Izán – Lerma                          | etapa plana             | 155            | Jon Aberasturi Izaga    | Giacomo Nizzolo         |
| 3a etapa | 15 de ago | Sargentes de la Lora – Espinosa de los Monteros | etapa de mitja muntanya | 150            | Iván Ramiro Sosa Cuervo | Iván Ramiro Sosa Cuervo |
| 4a etapa | 16 de ago | Atapuerca – Clunia                              | etapa plana             | 174            | Alexander Aranburu Deba | Iván Ramiro Sosa Cuervo |
| 5a etapa | 17 de ago | Santo Domingo de Silos – Llacunes de Neila      | etapa de muntanya       | 146            | Iván Ramiro Sosa Cuervo | Iván Ramiro Sosa Cuervo |

### Etapa 1
| \| Classificació de l'etapa \| Classificació de l'etapa \| Classificació de l'etapa \| Classificació de l'etapa \| Classificació de l'etapa \| \| Corredor \| Corredor \| Equip \| Temps \| \| \| ------------------------ \| -------------------------- \| --------------------------- \| ------------------------ \| ------------------------ \| \| 1r \| Giacomo Nizzolo \| Dimension Data \| 3h 39' 17" \| \| \| 2n \| Alexander Aranburu Deba \| Caja Rural-Seguros RGA \| + 0" \| \| \| 3r \| Eduard-Michael Grosu \| Delko Marseille Provence \| + 5" \| \| \| 4t \| Rui Alberto Faria da Costa \| UAE Team Emirates \| + 5" \| \| \| 5è \| Serguei Txernetski \| Caja Rural-Seguros RGA \| + 5" \| \| \| 6è \| Gonzalo Serrano Rodríguez \| Caja Rural-Seguros RGA \| + 7" \| \| \| 7è \| Guillaume Martin \| Wanty-Gobert \| + 7" \| \| \| 8è \| Francesco Gavazzi \| Androni Giocattoli-Sidermec \| + 9" \| \| \| 9è \| Fabian Lienhard \| IAM Excelsior \| + 9" \| \| \| 10è \| Aliaksandr Rabuixenka \| UAE Team Emirates \| + 9" \| \| |                            |                             |            |
| |                            |                             |            |
| Font: ProCyclingStats |                            |                             |            |
| Classificació de l'etapa |                            |                             |            |
| Corredor | Corredor                   | Equip                       | Temps      |
| 1r | Giacomo Nizzolo            | Dimension Data              | 3h 39' 17" |
| 2n | Alexander Aranburu Deba    | Caja Rural-Seguros RGA      | + 0"       |
| 3r | Eduard-Michael Grosu       | Delko Marseille Provence    | + 5"       |
| 4t | Rui Alberto Faria da Costa | UAE Team Emirates           | + 5"       |
| 5è | Serguei Txernetski         | Caja Rural-Seguros RGA      | + 5"       |
| 6è | Gonzalo Serrano Rodríguez  | Caja Rural-Seguros RGA      | + 7"       |
| 7è | Guillaume Martin           | Wanty-Gobert                | + 7"       |
| 8è | Francesco Gavazzi          | Androni Giocattoli-Sidermec | + 9"       |
| 9è | Fabian Lienhard            | IAM Excelsior               | + 9"       |
| 10è | Aliaksandr Rabuixenka      | UAE Team Emirates           | + 9"       |

| \| Classificació general \| Classificació general \| Classificació general \| Classificació general \| Classificació general \| \| Corredor \| Corredor \| Equip \| Temps \| \| \| --------------------- \| -------------------------- \| --------------------------- \| --------------------- \| --------------------- \| \| 1r \| Giacomo Nizzolo \| Dimension Data \| 3h 39' 17" \| \| \| 2n \| Alexander Aranburu Deba \| Caja Rural-Seguros RGA \| + 0" \| \| \| 3r \| Eduard-Michael Grosu \| Delko Marseille Provence \| + 0" \| \| \| 4t \| Rui Alberto Faria da Costa \| UAE Team Emirates \| + 5" \| \| \| 5è \| Serguei Txernetski \| Caja Rural-Seguros RGA \| + 5" \| \| \| 6è \| Gonzalo Serrano Rodríguez \| Caja Rural-Seguros RGA \| + 7" \| \| \| 7è \| Guillaume Martin \| Wanty-Gobert \| + 7" \| \| \| 8è \| Francesco Gavazzi \| Androni Giocattoli-Sidermec \| + 9" \| \| \| 9è \| Fabian Lienhard \| IAM Excelsior \| + 9" \| \| \| 10è \| Aliaksandr Rabuixenka \| UAE Team Emirates \| + 9" \| \| |                            |                             |            |
| |                            |                             |            |
| Font: ProCyclingStats |                            |                             |            |
| Classificació general |                            |                             |            |
| Corredor | Corredor                   | Equip                       | Temps      |
| 1r | Giacomo Nizzolo            | Dimension Data              | 3h 39' 17" |
| 2n | Alexander Aranburu Deba    | Caja Rural-Seguros RGA      | + 0"       |
| 3r | Eduard-Michael Grosu       | Delko Marseille Provence    | + 0"       |
| 4t | Rui Alberto Faria da Costa | UAE Team Emirates           | + 5"       |
| 5è | Serguei Txernetski         | Caja Rural-Seguros RGA      | + 5"       |
| 6è | Gonzalo Serrano Rodríguez  | Caja Rural-Seguros RGA      | + 7"       |
| 7è | Guillaume Martin           | Wanty-Gobert                | + 7"       |
| 8è | Francesco Gavazzi          | Androni Giocattoli-Sidermec | + 9"       |
| 9è | Fabian Lienhard            | IAM Excelsior               | + 9"       |
| 10è | Aliaksandr Rabuixenka      | UAE Team Emirates           | + 9"       |

### Etapa 2
| \| Classificació de l'etapa \| Classificació de l'etapa \| Classificació de l'etapa \| Classificació de l'etapa \| Classificació de l'etapa \| \| Corredor \| Corredor \| Equip \| Temps \| \| \| ------------------------ \| -------------------------- \| --------------------------- \| ------------------------ \| ------------------------ \| \| 1r \| Jon Aberasturi Izaga \| Caja Rural-Seguros RGA \| 3h 33' 49" \| \| \| 2n \| Giacomo Nizzolo \| Dimension Data \| + 2" \| \| \| 3r \| Jhonatan Narváez Prado \| Team Ineos \| + 2" \| \| \| 4t \| Manuel Belletti \| Androni Giocattoli-Sidermec \| + 2" \| \| \| 5è \| Alexander Aranburu Deba \| Caja Rural-Seguros RGA \| + 2" \| \| \| 6è \| Juan José Lobato del Valle \| Nippo-Vini Fantini-Faizanè \| + 5" \| \| \| 7è \| Mihkel Räim \| Israel Cycling Academy \| + 5" \| \| \| 8è \| Kris Boeckmans \| Vital Concept-B&B Hotels \| + 5" \| \| \| 9è \| Fabian Lienhard \| IAM Excelsior \| + 5" \| \| \| 10è \| Gonzalo Serrano Rodríguez \| Caja Rural-Seguros RGA \| + 5" \| \| |                            |                             |            |
| |                            |                             |            |
| Font: ProCyclingStats |                            |                             |            |
| Classificació de l'etapa |                            |                             |            |
| Corredor | Corredor                   | Equip                       | Temps      |
| 1r | Jon Aberasturi Izaga       | Caja Rural-Seguros RGA      | 3h 33' 49" |
| 2n | Giacomo Nizzolo            | Dimension Data              | + 2"       |
| 3r | Jhonatan Narváez Prado     | Team Ineos                  | + 2"       |
| 4t | Manuel Belletti            | Androni Giocattoli-Sidermec | + 2"       |
| 5è | Alexander Aranburu Deba    | Caja Rural-Seguros RGA      | + 2"       |
| 6è | Juan José Lobato del Valle | Nippo-Vini Fantini-Faizanè  | + 5"       |
| 7è | Mihkel Räim                | Israel Cycling Academy      | + 5"       |
| 8è | Kris Boeckmans             | Vital Concept-B&B Hotels    | + 5"       |
| 9è | Fabian Lienhard            | IAM Excelsior               | + 5"       |
| 10è | Gonzalo Serrano Rodríguez  | Caja Rural-Seguros RGA      | + 5"       |

| \| Classificació general \| Classificació general \| Classificació general \| Classificació general \| Classificació general \| \| Corredor \| Corredor \| Equip \| Temps \| \| \| --------------------- \| -------------------------- \| --------------------------- \| --------------------- \| --------------------- \| \| 1r \| Giacomo Nizzolo \| Dimension Data \| 7h 13' 08" \| \| \| 2n \| Alexander Aranburu Deba \| Caja Rural-Seguros RGA \| + 0" \| \| \| 3r \| Rui Alberto Faria da Costa \| UAE Team Emirates \| + 8" \| \| \| 4t \| Serguei Txernetski \| Caja Rural-Seguros RGA \| + 8" \| \| \| 5è \| Eduard-Michael Grosu \| Delko Marseille Provence \| + 8" \| \| \| 6è \| Gonzalo Serrano Rodríguez \| Caja Rural-Seguros RGA \| + 10" \| \| \| 7è \| Guillaume Martin \| Wanty-Gobert \| + 10" \| \| \| 8è \| Fabian Lienhard \| IAM Excelsior \| + 12" \| \| \| 9è \| Carlos Betancur Gómez \| Movistar Team \| + 12" \| \| \| 10è \| Francesco Gavazzi \| Androni Giocattoli-Sidermec \| + 12" \| \| |                            |                             |            |
| |                            |                             |            |
| Font: ProCyclingStats |                            |                             |            |
| Classificació general |                            |                             |            |
| Corredor | Corredor                   | Equip                       | Temps      |
| 1r | Giacomo Nizzolo            | Dimension Data              | 7h 13' 08" |
| 2n | Alexander Aranburu Deba    | Caja Rural-Seguros RGA      | + 0"       |
| 3r | Rui Alberto Faria da Costa | UAE Team Emirates           | + 8"       |
| 4t | Serguei Txernetski         | Caja Rural-Seguros RGA      | + 8"       |
| 5è | Eduard-Michael Grosu       | Delko Marseille Provence    | + 8"       |
| 6è | Gonzalo Serrano Rodríguez  | Caja Rural-Seguros RGA      | + 10"      |
| 7è | Guillaume Martin           | Wanty-Gobert                | + 10"      |
| 8è | Fabian Lienhard            | IAM Excelsior               | + 12"      |
| 9è | Carlos Betancur Gómez      | Movistar Team               | + 12"      |
| 10è | Francesco Gavazzi          | Androni Giocattoli-Sidermec | + 12"      |

### Etapa 3
| \| Classificació de l'etapa \| Classificació de l'etapa \| Classificació de l'etapa \| Classificació de l'etapa \| Classificació de l'etapa \| \| Corredor \| Corredor \| Equip \| Temps \| \| \| ------------------------ \| ---------------------------- \| ----------------------------- \| ------------------------ \| ------------------------ \| \| 1r \| Iván Ramiro Sosa Cuervo \| Team Ineos \| 3h 58' 21" \| \| \| 2n \| Óscar Rodríguez Garaicoechea \| Euskadi Basque Country-Murias \| + 17" \| \| \| 3r \| Antonio Pedrero López \| Movistar Team \| + 24" \| \| \| 4t \| David de la Cruz Melgarejo \| Team Ineos \| + 30" \| \| \| 5è \| Kevin Rivera Serrano \| Androni Giocattoli-Sidermec \| + 30" \| \| \| 6è \| Richard Carapaz Montenegro \| Movistar Team \| + 37" \| \| \| 7è \| Pierre Rolland \| Vital Concept-B&B Hotels \| + 49" \| \| \| 8è \| Guillaume Martin \| Wanty-Gobert \| + 1' 07" \| \| \| 9è \| Amanuel Gebrezgabihier \| Dimension Data \| + 1' 10" \| \| \| 10è \| Rui Vinhas \| W52-FC Porto \| + 1' 12" \| \| |                              |                               |            |
| |                              |                               |            |
| Font: ProCyclingStats |                              |                               |            |
| Classificació de l'etapa |                              |                               |            |
| Corredor | Corredor                     | Equip                         | Temps      |
| 1r | Iván Ramiro Sosa Cuervo      | Team Ineos                    | 3h 58' 21" |
| 2n | Óscar Rodríguez Garaicoechea | Euskadi Basque Country-Murias | + 17"      |
| 3r | Antonio Pedrero López        | Movistar Team                 | + 24"      |
| 4t | David de la Cruz Melgarejo   | Team Ineos                    | + 30"      |
| 5è | Kevin Rivera Serrano         | Androni Giocattoli-Sidermec   | + 30"      |
| 6è | Richard Carapaz Montenegro   | Movistar Team                 | + 37"      |
| 7è | Pierre Rolland               | Vital Concept-B&B Hotels      | + 49"      |
| 8è | Guillaume Martin             | Wanty-Gobert                  | + 1' 07"   |
| 9è | Amanuel Gebrezgabihier       | Dimension Data                | + 1' 10"   |
| 10è | Rui Vinhas                   | W52-FC Porto                  | + 1' 12"   |

| \| Classificació general \| Classificació general \| Classificació general \| Classificació general \| Classificació general \| \| Corredor \| Corredor \| Equip \| Temps \| \| \| --------------------- \| ---------------------------- \| ----------------------------- \| --------------------- \| --------------------- \| \| 1r \| Iván Ramiro Sosa Cuervo \| Team Ineos \| 11h 11' 47" \| \| \| 2n \| Óscar Rodríguez Garaicoechea \| Euskadi Basque Country-Murias \| + 17" \| \| \| 3r \| Antonio Pedrero López \| Movistar Team \| + 24" \| \| \| 4t \| David de la Cruz Melgarejo \| Team Ineos \| + 30" \| \| \| 5è \| Richard Carapaz Montenegro \| Movistar Team \| + 37" \| \| \| 6è \| Guillaume Martin \| Wanty-Gobert \| + 59" \| \| \| 7è \| Pierre Rolland \| Vital Concept-B&B Hotels \| + 59" \| \| \| 8è \| Amanuel Gebrezgabihier \| Dimension Data \| + 1' 07" \| \| \| 9è \| Rui Vinhas \| W52-FC Porto \| + 1' 12" \| \| \| 10è \| Miguel Flórez López \| Androni Giocattoli-Sidermec \| + 1' 14" \| \| |                              |                               |             |
| |                              |                               |             |
| Font: ProCyclingStats |                              |                               |             |
| Classificació general |                              |                               |             |
| Corredor | Corredor                     | Equip                         | Temps       |
| 1r | Iván Ramiro Sosa Cuervo      | Team Ineos                    | 11h 11' 47" |
| 2n | Óscar Rodríguez Garaicoechea | Euskadi Basque Country-Murias | + 17"       |
| 3r | Antonio Pedrero López        | Movistar Team                 | + 24"       |
| 4t | David de la Cruz Melgarejo   | Team Ineos                    | + 30"       |
| 5è | Richard Carapaz Montenegro   | Movistar Team                 | + 37"       |
| 6è | Guillaume Martin             | Wanty-Gobert                  | + 59"       |
| 7è | Pierre Rolland               | Vital Concept-B&B Hotels      | + 59"       |
| 8è | Amanuel Gebrezgabihier       | Dimension Data                | + 1' 07"    |
| 9è | Rui Vinhas                   | W52-FC Porto                  | + 1' 12"    |
| 10è | Miguel Flórez López          | Androni Giocattoli-Sidermec   | + 1' 14"    |

### Etapa 4
| \| Classificació de l'etapa \| Classificació de l'etapa \| Classificació de l'etapa \| Classificació de l'etapa \| Classificació de l'etapa \| \| Corredor \| Corredor \| Equip \| Temps \| \| \| ------------------------ \| -------------------------- \| ------------------------ \| ------------------------ \| ------------------------ \| \| 1r \| Alexander Aranburu Deba \| Caja Rural-Seguros RGA \| 4h 07' 55" \| \| \| 2n \| Aliaksandr Rabuixenka \| UAE Team Emirates \| + 0" \| \| \| 3r \| Rui Alberto Faria da Costa \| UAE Team Emirates \| + 0" \| \| \| 4t \| Cyril Gautier \| Vital Concept-B&B Hotels \| + 0" \| \| \| 5è \| Jhonatan Narváez Prado \| Team Ineos \| + 0" \| \| \| 6è \| Richard Carapaz Montenegro \| Movistar Team \| + 0" \| \| \| 7è \| Pierre Rolland \| Vital Concept-B&B Hotels \| + 6" \| \| \| 8è \| Giacomo Nizzolo \| Dimension Data \| + 6" \| \| \| 9è \| Nicolai Cherkasov \| Gazprom-RusVelo \| + 6" \| \| \| 10è \| César Fonte \| W52-FC Porto \| + 6" \| \| |                            |                          |            |
| |                            |                          |            |
| Font: ProCyclingStats |                            |                          |            |
| Classificació de l'etapa |                            |                          |            |
| Corredor | Corredor                   | Equip                    | Temps      |
| 1r | Alexander Aranburu Deba    | Caja Rural-Seguros RGA   | 4h 07' 55" |
| 2n | Aliaksandr Rabuixenka      | UAE Team Emirates        | + 0"       |
| 3r | Rui Alberto Faria da Costa | UAE Team Emirates        | + 0"       |
| 4t | Cyril Gautier              | Vital Concept-B&B Hotels | + 0"       |
| 5è | Jhonatan Narváez Prado     | Team Ineos               | + 0"       |
| 6è | Richard Carapaz Montenegro | Movistar Team            | + 0"       |
| 7è | Pierre Rolland             | Vital Concept-B&B Hotels | + 6"       |
| 8è | Giacomo Nizzolo            | Dimension Data           | + 6"       |
| 9è | Nicolai Cherkasov          | Gazprom-RusVelo          | + 6"       |
| 10è | César Fonte                | W52-FC Porto             | + 6"       |

| \| Classificació general \| Classificació general \| Classificació general \| Classificació general \| Classificació general \| \| Corredor \| Corredor \| Equip \| Temps \| \| \| --------------------- \| ---------------------------- \| ----------------------------- \| --------------------- \| --------------------- \| \| 1r \| Iván Ramiro Sosa Cuervo \| Team Ineos \| 15h 19' 51" \| \| \| 2n \| Óscar Rodríguez Garaicoechea \| Euskadi Basque Country-Murias \| + 17" \| \| \| 3r \| Antonio Pedrero López \| Movistar Team \| + 24" \| \| \| 4t \| Richard Carapaz Montenegro \| Movistar Team \| + 28" \| \| \| 5è \| David de la Cruz Melgarejo \| Team Ineos \| + 30" \| \| \| 5è \| Pierre Rolland \| Vital Concept-B&B Hotels \| + 56" \| \| \| 7è \| Guillaume Martin \| Wanty-Gobert \| + 59" \| \| \| 8è \| Amanuel Gebrezgabihier \| Dimension Data \| + 1' 04" \| \| \| 9è \| Nicolai Cherkasov \| Gazprom-RusVelo \| + 1' 11" \| \| \| 10è \| Rui Vinhas \| W52-FC Porto \| + 1' 12" \| \| |                              |                               |             |
| |                              |                               |             |
| Font: ProCyclingStats |                              |                               |             |
| Classificació general |                              |                               |             |
| Corredor | Corredor                     | Equip                         | Temps       |
| 1r | Iván Ramiro Sosa Cuervo      | Team Ineos                    | 15h 19' 51" |
| 2n | Óscar Rodríguez Garaicoechea | Euskadi Basque Country-Murias | + 17"       |
| 3r | Antonio Pedrero López        | Movistar Team                 | + 24"       |
| 4t | Richard Carapaz Montenegro   | Movistar Team                 | + 28"       |
| 5è | David de la Cruz Melgarejo   | Team Ineos                    | + 30"       |
| 5è | Pierre Rolland               | Vital Concept-B&B Hotels      | + 56"       |
| 7è | Guillaume Martin             | Wanty-Gobert                  | + 59"       |
| 8è | Amanuel Gebrezgabihier       | Dimension Data                | + 1' 04"    |
| 9è | Nicolai Cherkasov            | Gazprom-RusVelo               | + 1' 11"    |
| 10è | Rui Vinhas                   | W52-FC Porto                  | + 1' 12"    |

### Etapa 5
| \| Classificació de l'etapa \| Classificació de l'etapa \| Classificació de l'etapa \| Classificació de l'etapa \| Classificació de l'etapa \| \| Corredor \| Corredor \| Equip \| Temps \| \| \| ------------------------ \| ---------------------------- \| ----------------------------- \| ------------------------ \| ------------------------ \| \| 1r \| Iván Ramiro Sosa Cuervo \| Team Ineos \| 3h 33' 53" \| \| \| 2n \| Rui Alberto Faria da Costa \| UAE Team Emirates \| + 8" \| \| \| 3r \| Amanuel Gebrezgabihier \| Dimension Data \| + 14" \| \| \| 4t \| Richard Carapaz Montenegro \| Movistar Team \| + 14" \| \| \| 5è \| Guillaume Martin \| Wanty-Gobert \| + 14" \| \| \| 6è \| Óscar Rodríguez Garaicoechea \| Euskadi Basque Country-Murias \| + 14" \| \| \| 7è \| Antonio Pedrero López \| Movistar Team \| + 22" \| \| \| 8è \| Mikel Bizkarra Etxegibel \| Euskadi Basque Country-Murias \| + 27" \| \| \| 9è \| Nicolai Cherkasov \| Gazprom-RusVelo \| + 41" \| \| \| 10è \| Pierre Rolland \| Vital Concept-B&B Hotels \| + 43" \| \| |                              |                               |            |
| |                              |                               |            |
| Font: ProCyclingStats |                              |                               |            |
| Classificació de l'etapa |                              |                               |            |
| Corredor | Corredor                     | Equip                         | Temps      |
| 1r | Iván Ramiro Sosa Cuervo      | Team Ineos                    | 3h 33' 53" |
| 2n | Rui Alberto Faria da Costa   | UAE Team Emirates             | + 8"       |
| 3r | Amanuel Gebrezgabihier       | Dimension Data                | + 14"      |
| 4t | Richard Carapaz Montenegro   | Movistar Team                 | + 14"      |
| 5è | Guillaume Martin             | Wanty-Gobert                  | + 14"      |
| 6è | Óscar Rodríguez Garaicoechea | Euskadi Basque Country-Murias | + 14"      |
| 7è | Antonio Pedrero López        | Movistar Team                 | + 22"      |
| 8è | Mikel Bizkarra Etxegibel     | Euskadi Basque Country-Murias | + 27"      |
| 9è | Nicolai Cherkasov            | Gazprom-RusVelo               | + 41"      |
| 10è | Pierre Rolland               | Vital Concept-B&B Hotels      | + 43"      |

## Classificació general
| \| Classificació general \| Classificació general \| Classificació general \| Classificació general \| Classificació general \| \| Corredor \| Corredor \| Equip \| Temps \| \| \| --------------------- \| ---------------------------- \| ----------------------------- \| --------------------- \| --------------------- \| \| 1r \| Iván Ramiro Sosa Cuervo \| Team Ineos \| 18h 53' 44" \| \| \| 2n \| Óscar Rodríguez Garaicoechea \| Euskadi Basque Country-Murias \| + 31" \| \| \| 3r \| Richard Carapaz Montenegro \| Movistar Team \| + 42" \| \| \| 4t \| Antonio Pedrero López \| Movistar Team \| + 46" \| \| \| 5è \| David de la Cruz Melgarejo \| Team Ineos \| + 1' 13" \| \| \| 5è \| Guillaume Martin \| Wanty-Gobert \| + 1' 13" \| \| \| 6è \| Pierre Rolland \| Vital Concept-B&B Hotels \| + 1' 18" \| \| \| 8è \| Amanuel Gebrezgabihier \| Dimension Data \| + 1' 44" \| \| \| 9è \| Nicolai Cherkasov \| Gazprom-RusVelo \| + 1' 52" \| \| \| 10è \| Rui Vinhas \| W52-FC Porto \| + 2' 05" \| \| |                              |                               |             |
| |                              |                               |             |
| Font: ProCyclingStats |                              |                               |             |
| Classificació general |                              |                               |             |
| Corredor | Corredor                     | Equip                         | Temps       |
| 1r | Iván Ramiro Sosa Cuervo      | Team Ineos                    | 18h 53' 44" |
| 2n | Óscar Rodríguez Garaicoechea | Euskadi Basque Country-Murias | + 31"       |
| 3r | Richard Carapaz Montenegro   | Movistar Team                 | + 42"       |
| 4t | Antonio Pedrero López        | Movistar Team                 | + 46"       |
| 5è | David de la Cruz Melgarejo   | Team Ineos                    | + 1' 13"    |
| 5è | Guillaume Martin             | Wanty-Gobert                  | + 1' 13"    |
| 6è | Pierre Rolland               | Vital Concept-B&B Hotels      | + 1' 18"    |
| 8è | Amanuel Gebrezgabihier       | Dimension Data                | + 1' 44"    |
| 9è | Nicolai Cherkasov            | Gazprom-RusVelo               | + 1' 52"    |
| 10è | Rui Vinhas                   | W52-FC Porto                  | + 2' 05"    |

## Evolució de les classificacions
| Etapa                  | Vencedor               | Classificació general | Classificació de la muntanya | Classificació per punts | Classificació dels joves | Classificació per equips      |
| ---------------------- | ---------------------- | --------------------- | ---------------------------- | ----------------------- | ------------------------ | ----------------------------- |
| 1                      | Giacomo Nizzolo        | Giacomo Nizzolo       | Giacomo Nizzolo              | Giacomo Nizzolo         | Alex Aranburu            | Caja Rural-Seguros RGA        |
| 2                      | Jon Aberasturi         | Giacomo Nizzolo       | Giacomo Nizzolo              | Giacomo Nizzolo         | Alex Aranburu            | Caja Rural-Seguros RGA        |
| 3                      | Iván Ramiro Sosa       | Iván Ramiro Sosa      | Iván Ramiro Sosa             | Giacomo Nizzolo         | Iván Ramiro Sosa         | Euskadi Basque Country-Murias |
| 4                      | Alex Aranburu          | Iván Ramiro Sosa      | Iván Ramiro Sosa             | Alex Aranburu           | Iván Ramiro Sosa         | Euskadi Basque Country-Murias |
| 5                      | Iván Ramiro Sosa       | Iván Ramiro Sosa      | Iván Ramiro Sosa             | Alex Aranburu           | Iván Ramiro Sosa         | Team Ineos                    |
| Classificacions finals | Classificacions finals | Iván Ramiro Sosa      | Iván Ramiro Sosa             | Alex Aranburu           | Iván Ramiro Sosa         | Team Ineos                    |